# Durrães e Tregosa
Durrães e Tregosa (oficialmente: União das Freguesias de Durrães e Tregosa) é uma freguesia portuguesa do município de Barcelos, com 6,73 km² de área e 1379 habitantes (censo de 2021). A sua densidade populacional é 204,9 hab./km².

## História
Foi constituída em 2013, no âmbito de uma reforma administrativa nacional, pela agregação das antigas freguesias de Durrães e Tregosa e tem sede em Tregosa.

## Demografia
A população registada nos censos foi:
| Distribuição da População por Grupos Etários | Distribuição da População por Grupos Etários | Distribuição da População por Grupos Etários | Distribuição da População por Grupos Etários | Distribuição da População por Grupos Etários | Distribuição da População por Grupos Etários |
| -------------------------------------------- | -------------------------------------------- | -------------------------------------------- | -------------------------------------------- | -------------------------------------------- | -------------------------------------------- |
| Antes da agregação                           |                                              |                                              |                                              |                                              |                                              |
| Ano                                          | 0-14 anos                                    | 15-24 anos                                   | 25-64 anos                                   | >= 65 anos                                   | Total                                        |
| 2001                                         | 261                                          | 272                                          | 719                                          | 228                                          | 1480                                         |
| 2011                                         | 241                                          | 157                                          | 769                                          | 242                                          | 1409                                         |
| Após a agregação                             |                                              |                                              |                                              |                                              |                                              |
| Ano                                          | 0-14 anos                                    | 15-24 anos                                   | 25-64 anos                                   | >= 65 anos                                   | Total                                        |
| 2021                                         | 156                                          | 159                                          | 715                                          | 349                                          | 1379                                         |